# 元詳
元 詳（げん しょう、476年 - 504年）は、北魏の皇族。北海王。字は季豫。

## 経歴
献文帝と高椒房のあいだの子として生まれた。485年（太和9年）、北海王に封じられ、侍中・征北大将軍の位を加えられた。後に光禄大夫に任じられ、侍中・将軍位から解任された。
493年（太和17年）、孝文帝の南征に従って、散騎常侍となった。494年（太和18年）、孝文帝の北巡に従い、文成帝の射銘の地で矢を試射し、孝文帝に喜ばれた。後に侍中となり、秘書監に転じた。
497年（太和21年）、孝文帝の南征にあたって、元詳は中領軍を代行した。498年（太和22年）、趙郡王元幹が死去すると、元詳は司州牧を代行した。護軍将軍の号を受け、尚書左僕射を兼ねた。
499年（太和23年）、孝文帝の死にあたって、輔政を遺託され、司空となった。501年（景明2年）、宣武帝が親政を開始すると、元詳は侍中・大将軍・録尚書事となった。兄の咸陽王元禧が反乱を計画して敗死すると、元詳は自らの任を解くよう願い出た。宣武帝はこれを許さず、かえって太傅・領司徒に任じた。502年（景明3年）、宣武帝が閲兵のために鄴に赴くと、元詳は高肇や于勁らとともに洛陽の留守を預かった。
元詳は宣武帝の叔父として顕位に上り、収賄や商売によって巨万の富を蓄え、宏壮な邸宅を営んでいた。妃の劉氏を相手にせず、妾の范氏を寵愛した。范氏が亡くなると、上表して平昌県君の位を贈った。また安定王元燮の妃の高氏（宣武帝の叔母）と私通した。
504年（正始元年）5月、元詳は茹皓らとともに反乱を計画していたと高肇に誣告され、庶人に落とされて、太府寺に幽閉された。6月13日夜、数度の悲鳴とともに不審な突然死を遂げた。
508年（永平元年）10月、追って北海王の封を回復し、諡を平王といった。

## 妻子

### 妻妾
- 鄭氏（鄭懿の娘）
- 劉氏（劉昶の娘）
- 范氏（元顥の母）

### 子
- 元顥（後嗣、北海王）
- 元頊
- 元保（早逝）

## 伝記資料
- 『魏書』巻21上 列伝第9上
- 『北史』巻19 列伝第7